# Площадь Марешал-Деодору
Площадь Марешал-Деодору, известная как Площадь Богоматери (Площадь Маршала Деодоро; порт. Praça Marechal Deodoro; Praça da Matriz) — одна из центральных площадей в историческом центре столицы бразильского штата Риу-Гранди-ду-Сул городе Порту-Алегри. Площадь существует с момента основания столицы и входит в списки объектов исторического и художественного наследия штата Риу-Гранди-ду-Сул и Национального института исторического и художественного наследия.

## История

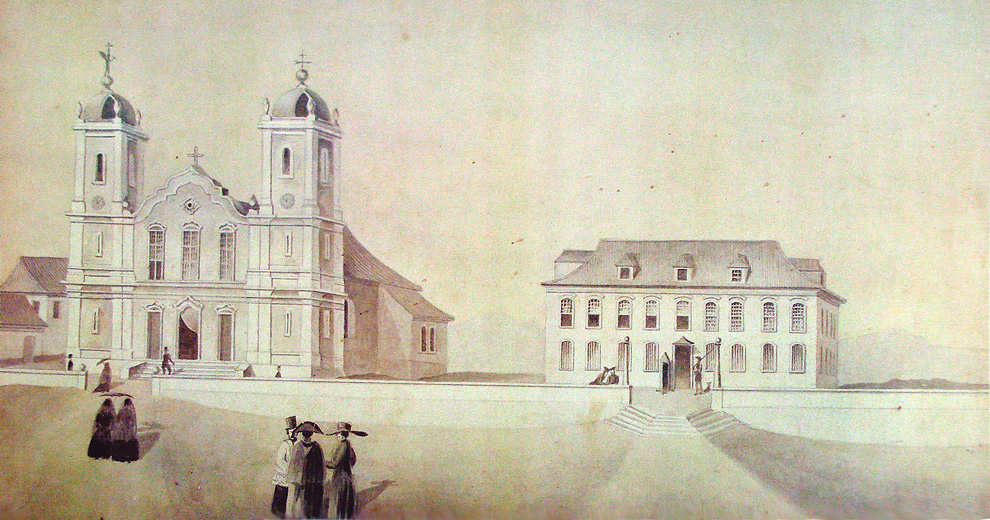
Вид площади около 1850 года: слева — Главная церковь, справа — Дворец правительства.

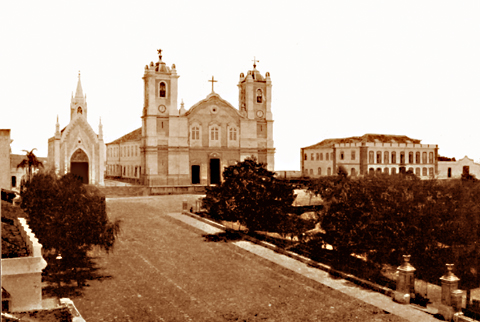
Площадь в 1890 году.

Первое упоминание о площади относится к 1753 году, когда там было построено кладбище. Вначале была заселена её южная сторона, где также была построена центральная церковь Богоматери. В результате площадь называли площадь Богоматери. Вскоре после этого, в 1772 году, она появилась на первой карте тогда ещё небольшого города как площадь Ново-Лугар. Когда столица капитанства была перенесена из Виамана в Порту-Алегри, площадь была выбрана для размещения Дворца губернатора, строительство которого было завершено в 1789 году, и которая также стала известна как площадь Губернаторского Дворца. Рядом с дворцом в 1790 году появилась Королевская казна, а между 1837 и 1839 годами рядом с главной церковью появилась часовня Святого Духа.
Площадь формировалась медленно, и до 1840 года она представляла собой лишь неопределённое возвышение без каких-либо украшений. В это десятилетие были построены первые тротуары, а во второй половине XIX века, после потрясений, вызванных революцией Фарропилья, когда город был осаждён в течение десяти лет, в её окрестностях были построены другие важные здания, такие как Дворец Министерства юстиции, первая в городе гидроэлектростанция, первая штаб-квартира муниципальной интендантства, Театр Сан-Педру и его здание-близнец, в котором располагался Дворец юстиции, впоследствии уничтоженного пожаром.
В 1858 году название площади было изменено на площадь Педру II по случаю визита императора в провинциальную столицу. Вскоре после этого был установлен фонтан императора с мраморными статуями, символизирующими великие реки бассейна Гуаиба и было решено начать высадку деревьев. Однако на фотографии, сделанной после 1870 года, видно только несколько пальм.
Озеленение фактически проводилось только между 1881 и 1883 годами, включая 20 оливковых деревьев, привезённых из Португалии. В 1885 году на площади появился памятник графу Порту-Алегри, который позже был перенесён на площадь, носящую его имя. 11 декабря 1889 года муниципальным указом название было изменено на современное площадь Марешал-Деодору. В 1896 году старый Дворец правительства был снесён, чтобы освободить место для более крупной и роскошной штаб-квартиры, нынешнего Дворца Пиратини.
24 октября 1914 года был открыт памятник Жулиу ди Кастильосу в честь государственного деятеля из Риу-Гранди-ду-Сул. Бронзовый памятник, воздвигнутый во время правления губернатора Карлоса Барбозы, был создан скульптором Десиу Вилларесом. Вокруг центральной фигуры правителя находятся различные олицетворения добродетелей, таких как Мужество и Благоразумие, а также ценностей и институтов, таких как Образование и Гражданское право. Как и многие здания в Порту-Алегри, памятник со временем пострадал от вандализма. Вскоре после этого старый собор был снесён и на его месте возведён Кафедральный собор Порту-Алегри.
До 1919 года площадь была значительно благоустроена. В 1927 году на месте старого здания Законодательного собрания был построен первый зрительный зал Араужо Вианна для концертов муниципального оркестра, который был снесён в 1960-х годах, чтобы построить на его месте современный Дворец Фарропилья, в котором заседает Законодательное собрание штата. В непосредственной близости от площади находятся такие исторические здания как культурный центр Солар-душ-Камара, музей Жулиу-ди-Кастильюс, старейший музей штата, и Государственная публичная библиотека.

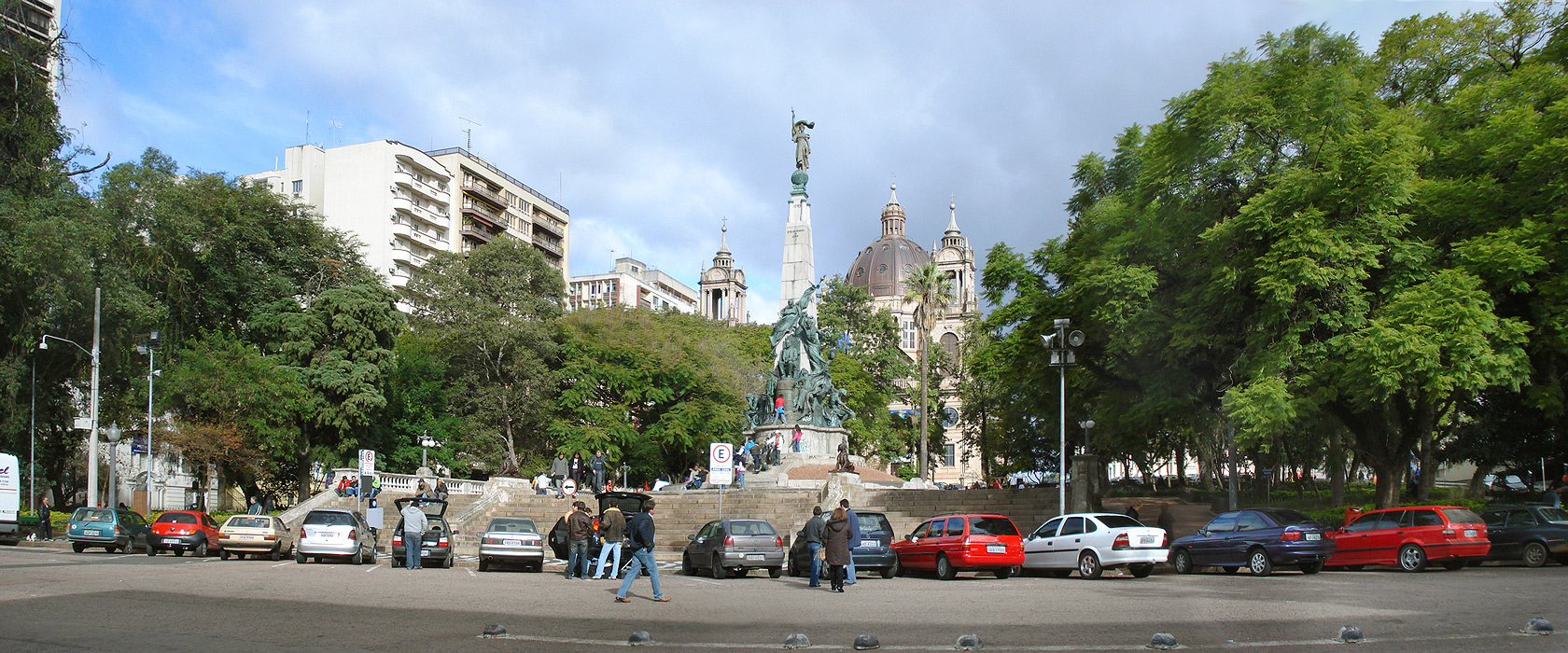
Современный вид площади Марешал-Деодору с памятником Жулиу ди Кастильосу. На заднем плане виден Кафедральный собор